# Cybill Shepherd
Cybill Shepherd (Memphis, Tennessee, 18. veljače 1950.) američka je glumica i bivši model. Kao tinejdžerica, bila je modna ikona 1960-ih i jedan od najtraženijih modela toga vremena. Na filmu je debitirala 1971. godine, ulogom u  Posljednjoj kino predstavi Petera Bogdanovicha, a zapažen je nastup imala i 1976. u Taksistu, no u karijeri je više glumila na televiziji.
Najpoznatija joj je uloga ona Madeline "Maddie" Hayes u hit-seriji 1980-ih, Slučajni partneri (Moonlighting), gdje joj je glumački partner bio Bruce Willis. Shepherd je za ulogu nagrađivana Zlatnim globusom dvije godine uzastopce.

## Vanjske poveznice
- Službena stranica (engl.)
- Cybill Shepherd u internetskoj bazi filmova IMDb-u (engl.)